# Frank Hoelen
Frank Hoelen (Antwerpen, 19 december 1963) is een Vlaams acteur, regisseur en musicalster. Bij het grote publiek is hij vooral bekend om zijn rol als William Feys in de VTM-soap Familie.
Hoelen was getrouwd met Brigitte Derks. Uit dit huwelijk werd hun zoon, zanger Ian Thomas Hoelen, geboren.

## Televisie
- 2012: Zone Stad, aflevering "Smeergeld" - Frans Verlaeckt
- 2011: Skilz, jeugdserie vtmKzoom - Thomas Van Acker
- 2008: Zone Stad, aflevering "Diamant" - Ariel Reuben
- 2007-2008, 2011: Familie - William Feys

## Musical
- 2017: The Little Mermaid -  Grimbert (Marmalade)
- 2016: Beauty and the Beast - Maurice (Marmalade)
- 2009: Dans der Vampieren - Chagal (Musical Van Vlaanderen)
- 2008: Daens - alternate Adolf Daens
- 2003: 3 musketiers - alternate Kardinaal Richelieu (Stage Entertainment)
- 2001: Camelot - Lancelot (Music Hall)
- 2001: Robin Hood - Simpele Joe (Studio 100)
- 2000: Pinokkio - Gepetto (Studio 100)
- 1996: Sacco & Vanzetti - Coward (Koninklijk Ballet Van Vlaanderen)
- 1994: Jesus Christ Superstar - Jezus (Koninklijk Ballet Van Vlaanderen)
- 1988: ZeldZaam - Tobias (Stichting Zeldzaam)
- 1988: West Side Story - Diesel (Koninklijk Ballet Van Vlaanderen)
- 1987: Cats - ensemble (Carré Theaterproducties)

## Film
- 2017: Coco - regie van de Vlaamse versie
- 2016: Vaiana - stem van Lasalo en de kippenman
- 2016: Finding Dory - regie van de Vlaamse versie
- 2016: Zootropolis - regie van de Vlaamse versie
- 2015: The Good Dinosaur - regie van de Vlaamse versie
- 2012: De Lorax en het Verdwenen Bos - stem van Once-ler